# دکامرون شماره ۴ – حکایت‌های دلکش بوکاچو

کلاودیا بیانکی (راست) در صحنه‌ای از فیلم.

دکامرون شماره ۴ – حکایت‌های دلکش بوکاچو (ایتالیایی: Decameron nº 4 - Le belle novelle del Boccaccio) یا به‌طور خلاصه دکامرون ۴، یک فیلم کمدی به کارگردانی پائولو بیانکینی است که در سال ۱۹۷۲ منتشر شد.

## گزیدهٔ بازیگران
- ماری‌آنجلا جوردانو
- انتسو روبوتی
- لوکا اسپورتلی
- انتسو پولکرانو
- کلاودیا بیانکی